# جان بالدوک (بازیکن فوتبال)
جان بالدوک (انگلیسی: John Baldock؛ زادهٔ) بازیکن فوتبال است.
از باشگاه‌هایی که در آن بازی کرده‌است می‌توان به باشگاه فوتبال کویینز پارک رنجرز اشاره کرد.